# دزوراشن (مارالیک)
دزوراشن (به ارمنی: Ձորաշեն) یک روستا در ارمنستان است که در مارالیک، استان شیراک واقع شده‌است.  در  کیلومتری شمال گیومری، مرکز استان شیراک واقع شده است.